# Karta Vinlanda
Karta Vinlanda je po mnogima karta sveta iz XV veka urađena na osnovu karte iz XIII veka na kojoj se pored Afrike, Azije, Evrope te Grenlanda vidi i deo Severne Amerike do kojeg su prvi došli Vikinzi i nazvali ga Vinland.
U karti je upisano da su Vikinzi posetili Vinland jošu XI veku, znatno pre nego što je Kolumbo otkrio Ameriku.
Do danas nije pouzdano utvrđeno da li je karta autentična ili je samo izuzetno dobar falsifikat.
O postojanju mape je šira javnost prvi put saznala 1957. tri godine pre otkrića Vikinške nasobine u Njufoundlendu. 
Za univerzitet Jel je otkupio Pol Melon. Jel je i dalje u posedu karte no, univerzitet više ne tvrdi da je karta originalna već da to pitanje eksperti treba još da razmotre.

## Autentičnost
Starost karte, odnosno materijala na kojem je nacrtana je zahvalujući analizi starosti pomoću izotopa C14 utvrđena i sa velikim stepenom sigurnosti se može reći da je ona nastala između 1423. i 1445. Isto se ne može reći za mastilo kojim je mapa nacrtana. Po nekim analizama, mastilo sadrži materijale kojima čovečanstvo raspolaže tek od 1920.
Sa druge strane mnogi stručnaci koji su sproveli sopstvene analize, iako ne poriču da upotrebljeno mastilo sadrži i moderne materijale objašnjavaju kako je karta mogla biti kontaminirana i da je je ona zapravo autentična.
U prilog skepticima ide i činjenica da je Grenland verno predstavljen, iako on nije bio oploveljen sve do modernog doba, pa se stoga postavlja pitanje kako je autor karte znao da je Grenland ostrvo i još važnije kako je znao tačno njegove konture.

## Spoljašnje veze
- Vinlanda: The Vinland Map on the Web Veoma detaljan sajt o karti (engleski)
- Članak BBC-a o karti
- Archaeological Forgeries
- Carpini's voyage to the great khan.
- 2003-11-28, Science Daily: Vindication For Vinland Map: New Study Supports Authenticity Quote: "...Recent conclusions that the storied Vinland Map is merely a clever forgery are based on a flawed understanding of the evidence...Norse explorers charted North America long before Columbus...these elements raise serious doubts about the possibility of forgery..."
- Brookhaven National Laboratory: Scientists Determine Age of New World Map. “Vinland Map” Архивирано на веб-сајту  (2. новембар 2004), “Vinland Map” hi-res image of the map,2.5 Mb Архивирано на веб-сајту  (4. јануар 2005) Quote: "...date of 1434 A.D. plus or minus 11 years...Recent testing, however, only revealed trace quantities of titanium, whose presence may be a result of contamination, the chemical deterioration of the ink over the centuries, or may even have been present naturally in the ink used in medieval times. Another recent study detected carbon, which has also been presented as evidence of a forgery. However, carbon can also be found in medieval ink. Current carbon-dating technology does not permit the dating of samples as small as the actual ink lines on the map...."
- Nature, 1 August 2002: New fight over old map. Debate over oldest map of America flares again
- Welcome to The Ohio State Univ. Department of Economics: The Vinland Map, Some "Finer Points" of the Debate, J. Huston McCulloch, August, 2001 Архивирано на веб-сајту  (7. фебруар 2005)
- "The Viking Deception", an episode of Nova, first aired on PBS on February 8, 2005
- "Vinland Re-read" by Paul Saenger (Newberry Library), particularly focussing on details of the map purchase
- Review of a book thesis with alleged connection of the fraud with the German jesuit Josef Fischer in the 1930ties